# Thiện ác đối đầu
Thiện ác đối đầu (tựa tiếng Anh: The Equalizer) là một bộ phim hành động tội phạm Mỹ năm 2014 do Antoine Fuqua đạo diễn và Richard Wenk viết kịch bản, dựa trên loạt phim truyền hình nổi tiếng cùng tên. Phim có sự tham gia của Denzel Washington, Chloë Grace Moretz, Marton Csokas, David Harbour, Bill Pullman và Melissa Leo.
Phim bắt đầu bấm máy vào tháng 6 năm 2013 ở những địa điểm khác nhau của Massachusetts. Đây là bộ phim đầu tiên có hợp đồng tài trợ hợp tác của Village Roadshow Pictures và Sony Pictures Entertainment kể từ phim Saving Silverman năm 2001. Phim đã có buổi công chiếu tại Liên hoan phim quốc tế Toronto vào ngày 7 tháng 9 năm 2014. Phim được công chiếu trên toàn thế giới vào ngày 26 tháng 9 năm 2014.
Phim đã nhận được nhiều đánh giá trái chiều từ giới phê bình và đạt tổng mức doanh thu phòng vé trên toàn cầu khoảng 192 triệu USD.
Phần tiếp theo của nó là Thiện ác đối đầu 2, công chiếu vào ngày 20 tháng 7 năm 2018, và phần thứ ba của nó là Thiện ác đối đầu 3, sẽ công chiếu vào ngày 1 tháng 9 năm 2023.

## Nội dung
Robert McCall là một cựu đặc vụ CIA, ông sống tại Boston và đang làm nhân viên ở siêu thị Home Mart gần nhà. Những đêm khuya khó ngủ thì ông ra quán cà phê ngồi đọc sách, từ đó ông kết bạn với Alina - một cô gái mại dâm tuổi teen đang làm việc cho tổ chức mafia Nga.
Bọn ma cô Nga đánh đập Alina đến nỗi cô phải nhập viện. Thương xót cho hoàn cảnh của Alina, Robert đã đem tiền đến chỗ bọn ma cô Nga để đổi lấy sự tự do cho Alina, nhưng bọn Nga từ chối mà còn sỉ nhục ông. Robert sau đó dùng kỹ năng cận chiến của mình giết hết bọn mafia này.
Vladimir Pushkin, ông trùm lớn bên nước Nga, đã cử tên thuộc hạ thân tín Nicolai Itchenko đến Mỹ để điều tra cái chết của bọn ma cô Nga. Trong lúc này Robert cũng trừng trị hai tên cảnh sát tham nhũng trong khu vực, bắt chúng trả lại số tiền mà chúng đã trấn lột của người dân.
Sau một thời gian điều tra, Itchenko nghi ngờ Robert là hung thủ giết bọn ma cô Nga, hắn cho thuộc hạ bám theo ông. Nhưng Robert thông minh hơn và ông đã chạy thoát. Ngày hôm sau Robert đến Virginia để thăm hai vợ chồng người cộng sự cũ, nhờ vậy ông biết thêm thông tin về tổ chức tội phạm của Pushkin.
Quay trở về Boston, Robert tra tấn tên cảnh sát tham nhũng Frank Masters bằng khí gas để ép buộc hắn hợp tác với ông. Robert sau đó giúp cảnh sát triệt phá một kho chứa tiền của Pushkin. Robert đến gặp Itchenko ở nhà hàng, ông thề rằng sẽ lật đổ tổ chức tội phạm của Pushkin. Khi Robert cho nổ tung con tàu chở hàng của Pushkin, Pushkin tức giận ra lệnh cho Itchenko giết Robert ngay. Pushkin còn nói nếu Itchenko không giết được Robert thì đừng quay về Moscow nữa.
Itchenko dẫn đám thuộc hạ đến siêu thị Home Mart, bắt đồng nghiệp của Robert làm con tin và buộc ông ra đầu hàng. Robert lẻn vào giải cứu các đồng nghiệp, rồi ông tiêu diệt từng tên mafia Nga. Robert đã bắn chết Itchenko bằng khẩu súng bắn đinh.
Ba ngày sau, Robert sang tận Moscow và giết chết ông trùm Pushkin bằng cách cho ông ta bị điện giật. Alina bây giờ đã hồi phục sức khỏe và có công việc mới, cô cám ơn Robert vì ông đã giúp cô có cơ hội làm lại cuộc đời. Robert tiếp tục dùng những kỹ năng của mình đi giúp đỡ mọi người xung quanh.

## Diễn viên
- Denzel Washington vai Robert McCall
- Chloë Grace Moretz vai Alina / Teri
- Marton Csokas vai Nicolai Itchenko / Teddy Rensen
- Melissa Leo vai Susan Plummer
- Bill Pullman vai Brian Plummer
- Johnny Skourtis vai Ralphie
- Haley Bennett vai Mandy
- David Harbour vai Frank Masters
- Vladimir Kulich vai Vladimir Pushkin
- David Meunier vai Slavi
- Alex Veadov vai Tevi
- James Wilcox vai Pederson
- Mike O'Dea vai Remar
- Anastasia Mousis vai Jenny
- Robert Wahlberg vai Thám tử Harris
- Timothy John Smith vai Thám tử Gilly
- Shawn Fitzgibbon vai Little John Looney
- Vitaliy Shtabnoy vai Andri

## Phần tiếp theo
Phần tiếp theo của nó là Thiện ác đối đầu 2, công chiếu vào ngày 20 tháng 7 năm 2018, và phần thứ ba của nó là Thiện ác đối đầu 3, sẽ công chiếu vào ngày 1 tháng 9 năm 2023.